# Sacré Charlemagne (album)
Pour les articles homonymes, voir Sacré Charlemagne (homonymie).
Albums de France Gall
Mes premières vraies vacances
(1964) Poupée de cire, poupée de son
(1965)
France Gall n° 2, appelé couramment Sacré Charlemagne d'après la première chanson, est le deuxième 25 cm — sur vinyle — de France Gall, sorti en pleine période yéyé en décembre 1964, à la suite de ses deux premiers albums (sortis en mars et août de la même année) qui ont rencontré un large succès.
La réalisation de cet album s'est faite avec Alain Goraguer et son orchestre.
Les morceaux sont sortis au préalable sur EP ou 45 tours.

## Titres
| A1. | Sacré Charlemagne          | Robert Gall                | Georges Liferman | 2:54 |
| A2. | Nounours                   | Maurice Tézé               | Guy Magenta      | 2:17 |
| A3. | Le Premier Chagrin d'amour | Robert Gall                | Claude-Henri Vic | 2:27 |
| A4. | On t'avait prévenue        | Robert Gall et Vline Buggy | Guy Magenta      | 2:26 |

| B1. | Christiansen                                        | Maurice Vidalin  | Jacques Datin    | 2:39 |
| B2. | Au clair de la lune (d'après un thème traditionnel) | Robert Gall      | Alain Goraguer   | 2:09 |
| B3. | Laisse tomber les filles                            | Serge Gainsbourg | Serge Gainsbourg | 2:14 |
| B4. | Bonne nuit                                          | Robert Gall      | Alain Goraguer   | 2:25 |